# Radaljevo
Radaljevo (cyr. Радаљево) – wieś w Serbii, w okręgu morawickim, w gminie Ivanjica. W 2011 roku liczyła 904 mieszkańców.